# Wes Anderson
Wesley Wales "Wes" Anderson (Houston, 1 de maio de 1969) é um cineasta, roteirista e produtor americano. Seus filmes são conhecidos pelos seus visuais excêntricos e pelo estilo de narrativa.
Anderson foi indicado pelo Oscar na categoria de Melhor Roteiro Original em The Royal Tenenbaums em 2001, Moonrise Kingdom em 2012 e em O Grande Hotel Budapeste  em 2014, e também na categoria de Melhor Animação em The Fantastic Mr.Fox em 2009. Recebeu sua primeira indicação como Melhor Diretor e ganhou o Globo de Ouro de Melhor Filme - Comédia ou Musical pelo filme The Grande Budapest Hotel em 2014. Recebeu também o Prêmio BAFTA de Melhor Roteiro Original em 2015.

## Vida
Anderson, filho de Melver Leonard Anderson e Texas Ann Burroughs, nasceu em Houston, Texas e é o filho do meio de uma família de três filhos. Frequentou a St. John's School, uma escola privada em Houston, que mais tarde foi utilizada por ele como local de filmagem do seu segundo filme, Rushmore. Anderson estudou filosofia na Universidade do Texas, onde conheceu o actor Owen Wilson, que viria mais tarde ser o seu principal colaborador cinematográfico.

## Carreira
Em 1994 Wes e Owen produziram um curta-metragem de 10 minutos, chamado Bottle Rocket. A dupla foi encorajada pelo produtor James L. Brooks e com a sua ajuda eles iniciaram a produção de uma longa-metragem com base no curta já feito.
O filme, com o mesmo título do curta, Bottle Rocket, foi bem recebido e Wes Anderson começou a ser convidado a produzir outros filmes. Em 1998 lançou o seu segundo filme, que também foi bem recebido.
Em 2001, mais uma vez em conjunto com Owen Wilson, que colaborou como roterista e actor, lançou o seu maior projecto até a data, The Royal Tenenbaums. O resultado foi tão bom que a dupla foi indicada ao prémio de melhor roteiro original dos óscares.
Três anos mais tarde Wes reuniu-se mais uma vez com Owen e, com a participação de outros actores habituais dos seus filmes, escreveu, produziu e realizou o filme The Life Aquatic with Steve Zissou.
Em 2007 lançou o curta Hotel Chevalier, com Natalie Portman. Esse curta seria uma espécie de prólogo ao filme The Darjeeling Limited, lançado pouco depois, com seu habitual parceiro Owen Wilson, Adrien Brody, Natalie Portman e Jason Schwartzman.

## Filmografia
| Ano  | Filme                                             | Filme                                             | Observações                                                 |
| ---- | ------------------------------------------------- | ------------------------------------------------- | ----------------------------------------------------------- |
| 1994 | Bottle Rocket                                     | Bottle Rocket                                     | *Diretor, Roteirista *Curta-Metragem                        |
| 1996 | Bottle Rocket                                     | Pura Adrenalina                                   | *Diretor, Escritor e Ator (Passageiro no Ônibus)            |
| 1998 | Rushmore                                          | Três É Demais                                     | *Diretor, Produtor, Roteirista e Ator (Estudante)           |
| 2001 | The Royal Tenenbaums                              | Os Excêntricos Tenenbaums                         | *Diretor, Produtor, Roteirista e Ator (Comentador de Tênis) |
| 2004 | The Life Aquatic with Steve Zissou                | A Vida Marinha com Steve Zissou                   | *Diretor, Produtor e Roteirista                             |
| 2004 | American Express: My Life, My Card                | American Express: My Life, My Card                | *Diretor e Ator (Ele Mesmo) *Comercial                      |
| 2005 | The Squid and the Whale                           | A Lula E A Baleia                                 | *Produtor                                                   |
| 2007 | The Darjeeling Limited                            | Viagem A Darjeeling                               | *Diretor, Produtor e Roteirista                             |
| 2007 | Hotel Chevalier                                   | Hotel Chevalier                                   | *Diretor e Roteirista *Curta-Metragem                       |
| 2008 | Softbank                                          | Softbank                                          | *Diretor *Comercial                                         |
| 2009 | Fantastic Mr. Fox                                 | O Fantástico Sr. Raposo                           | *Diretor, Produtor, Roteirista e Ator (Doninha)             |
| 2010 | Stella Artois: Apartomatic                        | Stella Artois: Apartomatic                        | *Diretor *Comercial *Co-Dirigido por Roman Coppola          |
| 2012 | Moonrise Kingdom                                  | Moonrise Kingdom                                  | *Diretor, Produtor e Roteirista                             |
| 2012 | Cousin Ben Troop Screening with Jason Schwartzman | Cousin Ben Troop Screening with Jason Schwartzman | *Diretor *Curta-Metragem Promocional de Moonrise Kingdom    |
| 2013 | Castello Cavalcanti                               | Castello Cavalcanti                               | *Diretor e Roteirista *Curta-Metragem                       |
| 2013 | Prada: Candy                                      | Prada: Candy                                      | *Diretor *Curta-Metragem                                    |
| 2014 | The Grand Budapest Hotel                          | O Grande Hotel Budapeste                          | *Diretor, Produtor e Roteirista                             |
| 2015 | Hitchcock/Truffaut                                | Hitchcock/Truffaut                                | *Ator (Ele Mesmo)                                           |
| 2018 | Isle of Dogs                                      | Ilha De Cachorros                                 | *Diretor, Produtor e Roteirista                             |
| 2020 | The French Dispatch                               | A Crônica Francesa                                | *Diretor, Produtor e Roteirista                             |
| 2023 | Asteroid City                                     | Asteroid City                                     | Diretor, Produtor e Roteirista                              |
| 2023 | A Incrível História de Henry Sugar                | A Incrível História de Henry Sugar                | Diretor, Produtor e Roteirista                              |

## Premiações
Oscar
- Indicação na categoria de Melhor Roteiro Original, por Moonrise Kingdom (2013).
- Indicação na categoria de Melhor Animação, por Fantastic Mr. Fox (2010).
- Indicação na categoria de Melhor Roteiro Original, por The Royal Tenenbaums (2003).
- Indicação na categoria de Melhor Roteiro Original, por The Grand Budapest Hotel (2015).
- Indicação na categoria de Melhor Diretor, por The Grand Budapest Hotel (2015).
- Indicação na categoria de Melhor Filme, por The Grand Budapest Hotel (2015).

Globo de Ouro
- Indicação na categoria de Melhor Filme - Musical ou Comédia, por The Squid and The Whale (2006).
- Indicação na categoria de Melhor Filme - Musical ou Comédia, por Moonrise Kingdom (2013).
- Indicação na categoria de Melhor Roteiro, por The Grand Budapest Hotel (2015).
- Indicação na categoria de Melhor Diretor, por  The Grand Budapest Hotel (2015).
- Vencedor na categoria de Melhor Filme - Musical ou Comédia, por The Grand Budapest Hotel (2015).

BAFTA
- Indicação na categoria de Melhor Roteiro Original, por The Royal Tenenbaums (2001).
- Vencedor na categoria de Melhor Roteiro Original, por The Grand Budapest Hotel (2015).
- Indicação na categoria de Melhor Diretor, por The Grand Budapest Hotel (2015).
- Indicação na categoria de Melhor Filme, por The Grand Budapest Hotel (2015).

Independent Spirit Award
- Indicação na categoria de Melhor Diretor, por The Royal Tenenbaums (2001).